# John Vanderlyn
John Vanderlyn (Kingston, 18 ottobre 1775 – Kingston, 23 settembre 1852) è stato un pittore statunitense Fu uno dei primi pittori americani a formarsi a Parigi, oltre che uno dei maggiori artefici della diffusione del neoclassicismo negli Stati Uniti.

## Biografia

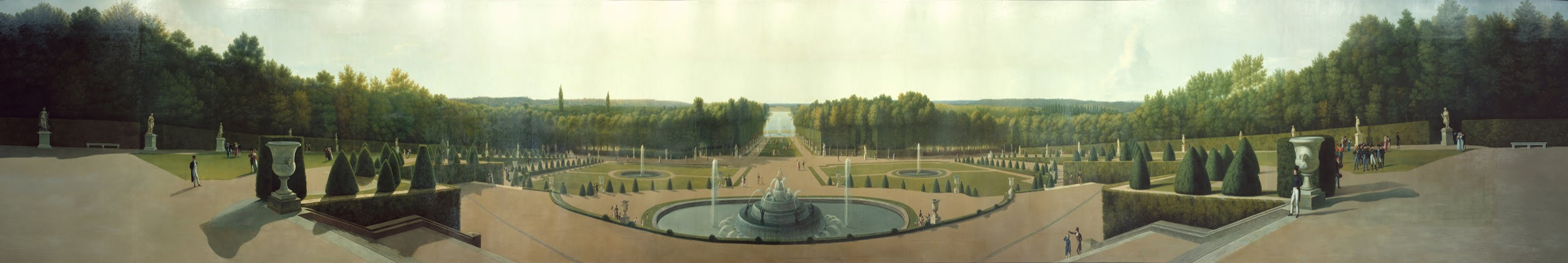
Palazzi e giardini di Versailles, 1818-1819 (3,6 m x 49,5 m; New York, Metropolitan Museum of Art)

Fu notato da giovane da Aaron Burr, che ne sponsorizzò gli studi prima presso il pittore Gilbert Stuart a Philadelphia, in seguito all'École nationale supérieure des beaux-arts di Parigi. Dopo una nuova parentesi americana (1801-1803) tornò in Europa dove conobbe la sua stagione migliore. Di nuovo negli Stati Uniti a partire dal 1815, si trovò in difficoltà professionali che lo spinsero ad allestire a sue spese un edificio su un terreno datogli in concessione dalla città di New York, nella quale espose il colossale dipinto Palazzi e giardini di Versailles (1818-1819, ora esposto al Metropolitan Museum), nel tentativo di ricrearsi in patria la popolarità avuta in Europa. Nonostante l'ingente investimento di denaro, i ricavi economici rimasero deludenti e per di più la concessione del terreno venne ritirata dopo pochi anni. Si ritirò quindi a Kingstone, dove per mantenersi eseguiva ritratti dalla qualità ritenuta piuttosto scadente. Negli ultimi anni della sua vita ottenne comunque due importanti commissioni da parte del Governo: un Ritratto di George Washington (1832) e Lo sbarco di Colombo (1842-44), entrambi conservati al Campidoglio di Washington.
Molte sue opere sono esposte al Metropolitan Museum.